# Pseudococcidae
Famille
Les Pseudococcidae sont une famille d'insectes de la super-famille des Coccoidea communément appelées cochenilles farineuses.

## Description
La famille des cochenilles comprend environ 1 000 espèces, qui diffèrent entre autres par la longueur des fils de la queue et par le type de pilosité. Elles atteignent une longueur de corps de 1 à 12 millimètres. La segmentation du corps est toujours visible d'en haut. Au bord du corps, il y a une couronne d'épines.
Les pseudococcidae sont sexuellement dimorphes : les femelles apparaissent comme des nymphes, présentent une morphologie réduite et manquent d'ailes, bien que, contrairement à beaucoup d'insectes femelles, elles conservent souvent leurs pattes et puissent bouger. Comme tous les autres hémiptères, les pseudococcidae sont des paurométaboles, ils ne subissent pas une métamorphose complète au sens propre du terme. Cependant, les cochenilles mâles présentent un changement radical au cours de leur cycle de vie, passant de nymphes ovoïdes sans ovales à des adultes volants semblables à des guêpes.

## Répartition
Les pseudococcidae sont présentes partout dans le monde. La plupart sont présentes naturellement seulement dans les parties les plus chaudes et sont introduites dans les serres et autres bâtiments dans les pays plus froids. Il est peu probable que des habitants vivent dans l’Arctique ou l’Antarctique, sauf peut-être dans des bâtiments.
L'espèce la plus répandue en Europe centrale est Planococcus citri.

## Écologie
Les pseudococcidae femelles se nourrissent de la sève des plantes, normalement dans les racines ou autres crevasses, et dans quelques cas, du fond des fruits entreposés. Elles s'attachent à la plante et secrètent une couche de cire en poudre utilisée comme protection pendant qu'elles aspirent les jus de plantes. Les mâles, quant à eux, ont une vie courte car ils ne se nourrissent pas du tout au stade adulte et ne vivent que pour féconder les femelles. Les mâles de Planococcus citri volent vers les femelles et ressemblent à des moucherons moelleux[pas clair].
Certaines espèces pondent leurs œufs dans la même couche cireuse utilisée pour la protection en quantités de 50 à 100 ; d'autres espèces naissent directement de la femelle.

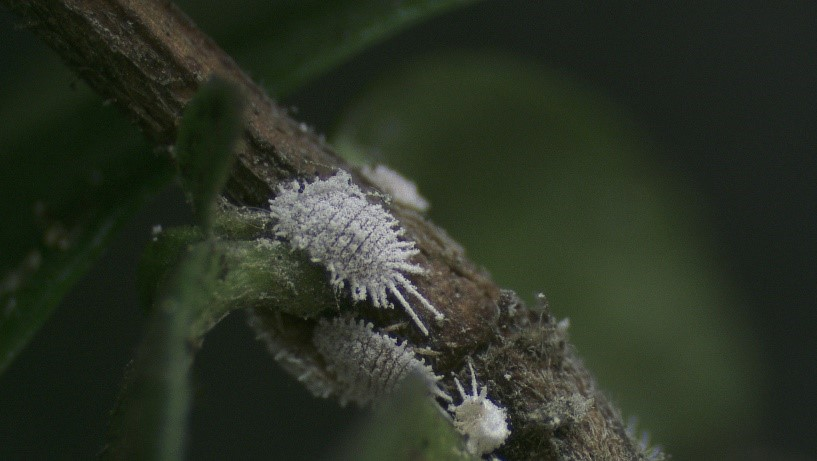
La cochenille farineuse Pseudococcus viburni est un insecte ravageur important.

Les ravageurs les plus graves sont les cochenilles qui se nourrissent d'agrumes ; d'autres espèces endommagent la canne à sucre, le raisin, l'ananas, le café, le manioc, les fougères, les cactus, les gardénias, les papayes, les mûriers, les tournesols et les orchidées. Elles infestent également certaines espèces de plantes carnivores comme les Sarracénies ; dans de tels cas, il est difficile de les éliminer sans application répétée d'insecticide tel que le diazinon.
Les petites infestations peuvent ne pas causer de dégâts importants. En plus grandes quantités, elles peuvent provoquer la chute des feuilles.
Les pseudococcidae ont tendance à être des ravageurs sérieux en présence de fourmis, car les fourmis les protègent des prédateurs et des parasites. Des spécimens fossiles de fourmis du genre Acropyga furent retrouvés dans des dépôts d'ambre dominicain datant du Burdigalien en compagnie de la cochenille du genre Electromyrmococcus.

## Lutte

### Lutte biologique
En revanche, pour se débarrasser des pseudococcidae, on s'appuie sur les Coccinellidae, les Chrysopidae et les Ichneumonidae.

### Lutte chimique
Certains insecticides systémiques (imidaclopride, thiaclopride, diméthoate) sont approuvés pour lutter contre les cochenilles, mais la toxicité pour les humains et d'autres organismes non ciblés, tels que les insectes utiles, doit être prise en compte.

## Liste des genres
- Acaciacoccus
- Acinicoccus
- Acrochordonus
- Adelosoma
- Agastococcus
- Albertinia
- Allomyrmococcus
- Allotrionymus
- Amonostherium
- Anaparaputo
- Anisococcus
- Annulococcus
- Anthelococcus
- Antonina
- Antoninella
- Antoninoides
- Apodastococcus
- Artemicoccus
- Asaphococcus
- Asphodelococcus
- Asteliacoccus
- Atriplicicoccus
- Atrococcus
- Australicoccus
- Australiputo
- Balanococcus
- Bessenayla
- Bimillenia
- Birendracoccus
- Boninococcus
- Boreococcus
- Bouhelia
- Brasiliputo
- Brevennia
- Brevicoccus
- Callitricoccus
- Calyptococcus
- Cannococcus
- Capitisetella
- Cataenococcus
- Chaetococcus
- Chaetotrionymus
- Chileputo
- Chlorococcus
- Chnaurococcus
- Chorizococcus
- Chryseococcus
- Cintococcus
- Circaputo
- Cirnecoccus
- Clavicoccus
- Coccidohystrix
- Coccura
- Coleococcus
- Colombiacoccus
- Conicosoma
- Conulicoccus
- Coorongia
- Cormiococcus
- Criniticoccus
- Crisicoccus
- Crocydococcus
- Cryptoripersia
- Cucullococcus
- Cyperia
- Cypericoccus
- Cyphonococcus
- Dawa
- Delococcus
- Delottococcus
- Densispina
- Discococcus
- Distichlicoccus
- Diversicrus
- Drymococcus
- Dysmicoccus
- Eastia
- Ehrhornia
- Electromyrmococcus
- Epicoccus
- Erimococcus
- Eriocorys
- Erioides
- Erium
- Eucalyptococcus
- Eumirococcus
- Eumyrmococcus
- Eupeliococcus
- Euripersia
- Eurycoccus
- Exilipedronia
- Farinococcus
- Ferrisia
- Ferrisicoccus
- Fijicoccus
- Fonscolombia
- Formicococcus
- Gallulacoccus
- Geococcus
- Glycycnyza
- Gomezmenoricoccus
- Gouxia
- Greenoripersia
- Grewiacoccus
- Hadrococcus
- Heliococcus
- Heterococcopsis
- Heterococcus
- Heteroheliococcus
- Hippeococcus
- Hopefoldia
- Humococcus
- Hypogeococcus
- Iberococcus
- Idiococcus
- Indococcus
- Inopicoccus
- Ityococcus
- Kenmorea
- Kermicus
- Kiritshenkella
- Lachnodiella
- Lachnodiopsis
- Lacombia
- Laingiococcus
- Laminicoccus
- Lankacoccus
- Lantanacoccus
- Lenania
- Leptococcus
- Leptorhizoecus
- Liucoccus
- Lomatococcus
- Londiania
- Longicoccus
- Maconellicoccus
- Macrocepicoccus
- Maculicoccus
- Madacanthococcus
- Madagasia
- Madangiacoccus
- Madeurycoccus
- Malaicoccus
- Malekoccus
- Mammicoccus
- Marendellea
- Mascarenococcus
- Maskellococcus
- Mauricoccus
- Melanococcus
- Metadenopsis
- Metadenopus
- Miconicoccus
- Mirococcopsis
- Mirococcus
- Miscanthicoccus
- Misericoccus
- Mizococcus
- Mollicoccus
- Mombasinia
- Moystonia
- Mutabilicoccus
- Nairobia
- Natalensia
- Neochavesia
- Neoclavicoccus
- Neoripersia
- Neosimmondsia
- Neotrionymus
- Nesococcus
- Nesopedronia
- Nesticoccus
- Nipaecoccus
- Novonilacoccus
- Octococcus
- Odacoccus
- Ohiacoccus
- Oracella
- Orococcus
- Orstomicoccus
- Oxyacanthus
- Palaucoccus
- Palmicultor
- Paludicoccus
- Pandanicola
- Papuacoccus
- Paracoccus
- Paradiscococcus
- Paradoxococcus
- Paraferrisia
- Paramococcus
- Paramonostherium
- Paramyrmococcus
- Parapaludicoccus
- Parapedronia
- Paraputo
- Pararhodania
- Paratrionymus
- Parkermicus
- Paulianodes
- Pedrococcus
- Pedronia
- Peliococcopsis
- Peliococcus
- Pellizzaricoccus
- Penthococcus
- Peridiococcus
- Phenacoccus
- Phyllococcus
- Pilococcus
- Planococcoides
- Planococcus
- Pleistocerarius
- Plotococcus
- Poecilococcus
- Polystomophora
- Porisaccus
- Porococcus
- Prorhizoecus
- Prorsococcus
- Pseudantonina
- Pseudococcus
- Pseudorhizoecus
- Pseudorhodania
- Pseudoripersia
- Pseudotrionymus
- Puto
- Pygmaeococcus
- Quadrigallicoccus
- Rastrococcus
- Renicaula
- Rhizoecus
- Rhodania
- Ripersia
- Ritsemia
- Rosebankia
- Saccharicoccus
- Sarococcus
- Scaptococcus
- Seabrina
- Serrolecanium
- Seyneria
- Spartinacoccus
- Sphaerococcus
- Spilococcus
- Spinococcus
- Stachycoccus
- Stemmatomerinx
- Stipacoccus
- Strandanna
- Stricklandina
- Strombococcus
- Synacanthococcus
- Syrmococcus
- Tangicoccus
- Tasmanicoccus
- Telocorys
- Tibetococcus
- Tomentocera
- Trabutina
- Tridiscus
- Trimerococcus
- Trionymus
- Trochiscococcus
- Turbinococcus
- Tylococcus
- Tympanococcus
- Ventrispina
- Villosicoccus
- Volvicoccus
- Vryburgia
- Xenococcus
- Yudnapinna

## Source de la traduction
- (en) Cet article est partiellement ou en totalité issu de l’article de Wikipédia en anglais intitulé « Mealybug » (voir la liste des auteurs).